# Diocese de Prato
A Diocese de Prato (Dioecesis Pratensis) é uma circunscrição eclesiástica da Igreja Católica na Itália, pertencente à Província Eclesiástica da Toscana e à Conferenza Episcopale Italiana, sendo sufragânea da Arquidiocese de Florença.
A sé episcopal está na Catedral de Prato, na Região da Toscana.

## Territorio
Em 2016, a diocese era dividida em 85 paroquias, e contava 97 mil batizados em uma população total de 223 mil habitantes.

### Santuário do Lírio
Na Praça São Marcos, ergue-se o famoso Santuário de Nossa Senhora do Lírio (Italiano: Santuário della Madonna del Giglio), em que Nossa Senhora começou ser venerada a partir de 1680.

## Breve história
A diocese foi erguida em 22 de setembro 1653 por Papa Inocêncio X e unida Æque principaliter à Diocese de Pistóia. As dioceses foram separadas sò em 25 de janeiro 1954, quando Prato começou ter o primeiro Bispo residenical.

## Administração no século XX
Bispos de Prato
| #                      | Nome               | Período          | Notas                     |
| Bispos de Prato'       | Bispos de Prato'   | Bispos de Prato' | Bispos de Prato'          |
| ---------------------- | ------------------ | ---------------- | ------------------------- |
|                        | Giovanni Nerbini   | 2019-            | Atual                     |
|                        | Franco Agostinelli | 2012-2019        |                           |
|                        | Gastone Simoni     | 1991-2012        |                           |
|                        | Pietro Fiordelli   | 1954-1991        |                           |
| Bispo de Pistoia-Prato |                    |                  |                           |
|                        | Marcelo Mazzanti   | 1885–1908        |                           |
|                        | André Sarti        | 1909–1916        |                           |
|                        | Gabriel Vettori    | 1916–1930        | Nomeado Arcebispo de Pisa |
|                        | Marcelo Mazzanti   | 1885–1908        |                           |